# Soto en Cameros
Soto en Cameros è un comune spagnolo di 152 abitanti situato nella comunità autonoma di La Rioja.